# Marsile
Pour les articles homonymes, voir Marsile (homonymie).
Marsile est le nom d'un personnage légendaire figurant dans la Chanson de Roland ou Chanson de Roncevaux. Marsile est l'ennemi de Charlemagne.
Marsile est dans cette œuvre, un roi sarrasin d'Espagne, plus précisément un roi musulman de Saragosse. Ayant appris que le roi des Francs Charlemagne vient attaquer ses États, il lui députe Blancandrin, l'un de ses preux et conseillers, dans l'espoir que des présents et une promesse de se convertir vont arrêter l'invasion. 
Charlemagne assemble ses barons et ne paraît pas éloigné d'accepter les propositions de Marsile : Roland, qui en suspecte la sincérité, demande à se rendre auprès du chef sarrasin ; mais c'est Ganelon, son ennemi, le traître qui est chargé de cette mission. Celui-ci, entraîné par la haine qu'il porte à Roland, s'entend avec les Musulmans pour le perdre, et à son retour de Saragosse, persuade Charlemagne que Marsile va se rendre à Aix-la-Chapelle pour recevoir le baptême. La retraite militaire est résolue, et, sur le conseil funeste de Ganelon, le commandement de l'arrière-garde est donné à Roland. Le gros de l'armée est déjà loin quand des montagnards basques fondent sur les Francs dans la vallée de Roncevaux, dans les Pyrénées. Roland, Olivier, l'archevêque Turpin, et les autres paladins se défendent courageusement mais le nombre de l'ennemi l'emporte et, après 5 chocs furieux des deux partis, il ne reste plus que 60 chevaliers chrétiens.
Roland, couvert de blessures, sonne de son Olifant pour appeler du secours : Charlemagne, toujours trompé par Ganelon, ne tient pas compte de cet appel, et continue sa route mais le cor se fait entendre de nouveau : Charlemagne, désabusé par le duc Naime, fait arrêter le traître et décide de revenir sur ses pas. Trop tard : il ne retrouve que des cadavres. Pour les venger, il se met à la poursuite des ennemis et ce n'est qu'après les avoir taillés en pièces qu'il recueille les corps des paladins. Au moment où il va rentrer dans son royaume, l'amiral Baligant, venu de Babylonie sur la nouvelle de la défaite de Marsile, lui offre une seconde bataille : il est vaincu et tué. Les mosquées de Saragosse sont détruites et plus de 100 000 habitants sont faits chrétiens. Charlemagne retourne dans ses États, dépose l'Olifant de Roland dans l'église St-Séverin à Bordeaux, son corps à Blaye et, arrivé dans sa capitale d'Aix-la-Chapelle, où la belle Aude, fiancée de Roland, meurt de douleur, il livre Ganelon au supplice. Quant à la veuve de Marsile, elle se convertit.